# Chicago Bears 1924
La stagione 1924 dei Chicago Bears è stata la quinta della franchigia nella National Football League. La squadra non riuscì a migliorare il record della stagione precedente, scendendo a 6-1-4 e classificandosi seconda per la quarta volta in cinque anni. I Bears iniziarono lentamente con due pareggi e una sconfitta ma si ripresero vincendo 6 delle ultime 8 gare, con due pareggi. L'unica sconfitta dell'anno fu contro i Cleveland Bulldogs, i futuri campioni (la squadra considera ufficialmente i Bulldogs del 1924 una squadra diversa da quella che aveva vinto il titolo a Canton l'anno precedente - tuttavia tutti i giocatori furono gli stessi). Malgrado essere arrivati secondi, i Bears batterono i rivali cittadini dei Cardinals due volte, entrambe senza subire punti, e i loro classici futuri rivali, i Green Bay Packers. I fratelli Sternaman guidarono ancora la squadra, con Joe Sternaman che disputò la sua migliore stagione. In più giovane degli Sternaman segnò 6 touchdown, ne passò un altro, segnò 9 field goal e 12 extra point segnando 75 dei 136 punti dei Bears.

## Calendario
| Stagione regolare |                             |               |           |           |        |
| Data              | Avversario                  | Stadio        | Risultato | Punteggio | Record |
| 28 set.           | at Rock Island Independents | Douglas Park  | P         | 0–0       | 0–0–1  |
| 5 ott.            | at Cleveland Bulldogs       | Dunn Field    | S         | 16–14     | 0–1–1  |
| 12 ott.           | Racine Legion               | Wrigley Field | P         | 10–10     | 0–1–2  |
| 19 ott.           | Chicago Cardinals           | Wrigley Field | V         | 6–0       | 1–1–2  |
| 26 ott.           | Frankford Yellow Jackets    | Wrigley Field | V         | 33–3      | 2–1–2  |
| 2 nov.            | Rock Island Independents    | Wrigley Field | P         | 3–3       | 2–1–3  |
| 9 nov.            | Columbus Tigers             | Wrigley Field | V         | 12–6      | 3–1–3  |
| 16 nov.           | Racine Legion               | Wrigley Field | P         | 3–3       | 3–1–4  |
| 23 nov.           | Green Bay Packers           | Wrigley Field | V         | 3–0       | 4–1–4  |
| 27 nov.           | at Chicago Cardinals        | Comiskey Park | V         | 21–0      | 5–1–4  |
| 30 nov.           | Milwaukee Badgers           | Wrigley Field | V         | 31–14     | 6–1–4  |

## Futuri Hall of Famer
- George Halas, end
- Ed Healey, tackle
- George Trafton, centro